# 虚拟团队
虚拟团队指的是一個團隊為了达到共同目标，擁有共同理想，達成共同利益而透過網際網路以及傳播科技來進行跨時空的合作，這種容許地域分散的團隊讓企業在挑選以及保留人才的彈性加大。虛擬團隊的成員主要透過電子傳播進行互動，也許這個團隊的成員從未打過照面，但大多數的虛擬團隊某些時候會需要碰面。虛擬團隊跟電話工作者（teleworker）並不同，電話工作者主要指在家工作的人。雖然虛擬團隊允許成員在家工作，但大多數擁有虛擬團隊的企業還是會希望，虛擬團隊的成員能夠某些時間在不同地域的辦公室中進行工作與互動。